# Quintanilla de Onsoña
Quintanilla de Onsoña − miasto w Hiszpanii, w prowincji Palencia. Liczy ok. 211 mieszkańców.